# Foggia
Foggia és un municipi italià situat a la regió de la Pulla i capital de la província de Foggia. L'any 2022 tenia 146.803 habitants.
El primer esment escrit data del 1069. El 1223 Frederic II del Sacre Imperi Romanogermànic hi va construir un palau-fortalesa. Després del terratrèmol de 1731 la ciutat fou reconstruïda amb un pla geomètric vuitavat.
L'agricultura i la transformació de productes alimentaris és el primer sector econòmic. Per la situació a una cruïlla ferroviària i d'autopistes, la ciutat s'ha desenvolupat com un important centre de distribució.
Limita amb els municipis d'Ascoli Satriano, Carapelle, Castelluccio dei Sauri, Lucera, Manfredonia, Ordona, Orta Nova, Rignano Garganico, San Severo i Troia

## Monuments
- La catedral, començada el 1170 i  refeta al segle xvii conserva encara molts elements del romànic pullès.
- La plaça Cavour pentagonal
- La Torre del Municipi
- El Teatre Umberto Giordano

## Economia
El sector econòmic més important de la ciutat, com en tota la província, és l'agricultura, fins al punt que és coneguda com el graner d'Itàlia.

## Esdeveniments
- A la primavera s'hi organitza la Fira Internacional de l'Agrigultura i de la Zootècnica.[4]